# بيل بارتلي
بيل بارتلي (بالإنجليزية: Bill Bartley)‏ هو لاعب كرة قاعدة أمريكي، ولد في 8 يناير 1885 في سينسيناتي في الولايات المتحدة، وتوفي بنفس المكان في 17 مايو 1965.

## وصلات خارجية
- بيل بارتلي على موقعبيزبول رفرنس.كوم (الدوري الرئيسي) (الإنجليزية)
- بيل بارتلي على موقعبيزبول رفرنس.كوم (الدوري الثانوي) (الإنجليزية)